# Грюарде, Николя
Николя Грюарде (фр. Nicolas Gruardet; 1764—1836) — французский военный деятель, бригадный генерал (1811 год), участник революционных и наполеоновских войн.

## Биография
Родился в семье Бартельми Грюарде (фр. Barthélemy Gruardet; 1732—1810) и его супруги Катрин Рюэлль (фр. Catherine Relle; 1733—1809).
Начал военную службу 20 декабря 1783 года простым солдатом в Бурбонском пехотном полку. 20 декабря 1791 года вышел в отставку. 8 января 1792 года вступил с чином капрала во 2-й батальон волонтёров Кот-д’Ора. 19 апреля 1792 года стал аджюданом, служил под командой генерала Лафайета в Северной армии. В 1793 году переведён в Рейнскую армию. 15 апреля 1793 года произведён в лейтенанты гренадерской роты. Под началом генерала Дюгоммье участвовал в осаде Тулона. 28 февраля 1794 года стал старшим аджюданом. 5 апреля 1794 года определён в состав 117-й линейной полубригады. 20 мая 1794 года произведён в капитаны, и возглавил гренадерскую роту 117-й полубригады, которая в 1796 года влилась в состав 75-й полубригады линейной пехоты. Под командой генерала Бонапарта принимал участие в Итальянской кампании 1796-97 годов, был пулей в левый бок в сражении при Вольтри. Новые ранения получил при Арколе и Риволи. 21 декабря 1796 года назначен командиром батальона 4-й полубригады лёгкой пехоты. 25 августа 1798 года вновь переведён в 75-ю полубригаду в составе Восточной армии. Принял участие в Египетской экспедиции. Во время Сирийского похода 1799 года отличился при осадах Яффы и Аккры. 23 марта 1800 года был ранен в голову во время восстания в Каире. В конце 1801 года возвратился во Францию.
30 декабря 1802 года получил звание полковника, был назначен командиром 92-й полубригады линейной пехоты. Служил под командой генерала Виктора в Батавии. В 1803 году переведён в военный лагерь Утрехта, и служил в составе 2-й пехотной дивизии генерала Груши. Принимал участие в Австрийской кампании 1805 года. 20 сентября 1807 года был назначен командиром 1-го дополнительного полка. 1 января 1809 года данный полк был преобразован в 122-й полк линейной пехоты. С этим подразделением Грюарде участвовал в войне на Пиренейском полуострове в составе 2-й пехотной дивизии генерала Мерме 2-го корпуса Армии Испании.
6 августа 1811 года произведён в бригадные генералы с назначением в военный лагерь Байонны. В октябре 1811 года определён в состав Северной армии в Испании в должности командира 2-й бригады разервной дивизии в Байонне. С 16 июля 1813 года командовал 2-й бригадой 2-й пехотной дивизии генерала Дарманьяка корпуса генерала Друэ д'Эрлона Пиренейской армии. Отличился в сражениях 9 декабря при Ниве и 13 декабря при Сен-Пьере д'Ирубе. 27 февраля 1814 года остановил марш неприятеля в сражении при Ортезе, но был тяжело ранен.
Во время «Ста дней» присоединился к Императору, и 9 мая 1815 года был определён для организации Национальной гвардии 13-го военного округа, но уже 31 мая 1815 года испросил отпуск по болезни и 6 октября 1815 года вышел в отставку. Умер 4 января 1836 года в Олороне в возрасте 71 года.

## Воинские звания
- Капрал (7 января 1787 года);
- Лейтенант (15 апреля 1793 года);
- Капитан (20 мая 1794 года);
- Командир батальона (21 декабря 1796 года, утверждён в чине 20 ноября 1797 года);
- Полковник (30 декабря 1802 года);
- Бригадный генерал (6 августа 1811 года).

## Награды
Легионер ордена Почётного легиона (11 декабря 1803 года)
 Офицер ордена Почётного легиона (14 июня 1804 года)